# Los Ángeles, Cuichapa
Los Ángeles är en ort i Mexiko.   Den ligger i kommunen Cuichapa och delstaten Veracruz, i den sydöstra delen av landet, 260 km öster om huvudstaden Mexico City. Los Ángeles ligger 419 meter över havet och antalet invånare är 301.
Terrängen runt Los Ángeles är varierad. Runt Los Ángeles är det ganska tätbefolkat, med 129 invånare per kvadratkilometer. Närmaste större samhälle är Cuitláhuac, 9,1 km nordost om Los Ángeles. Trakten runt Los Ángeles består till största delen av jordbruksmark.